# Anton Wilhelm von Zuccalmaglio

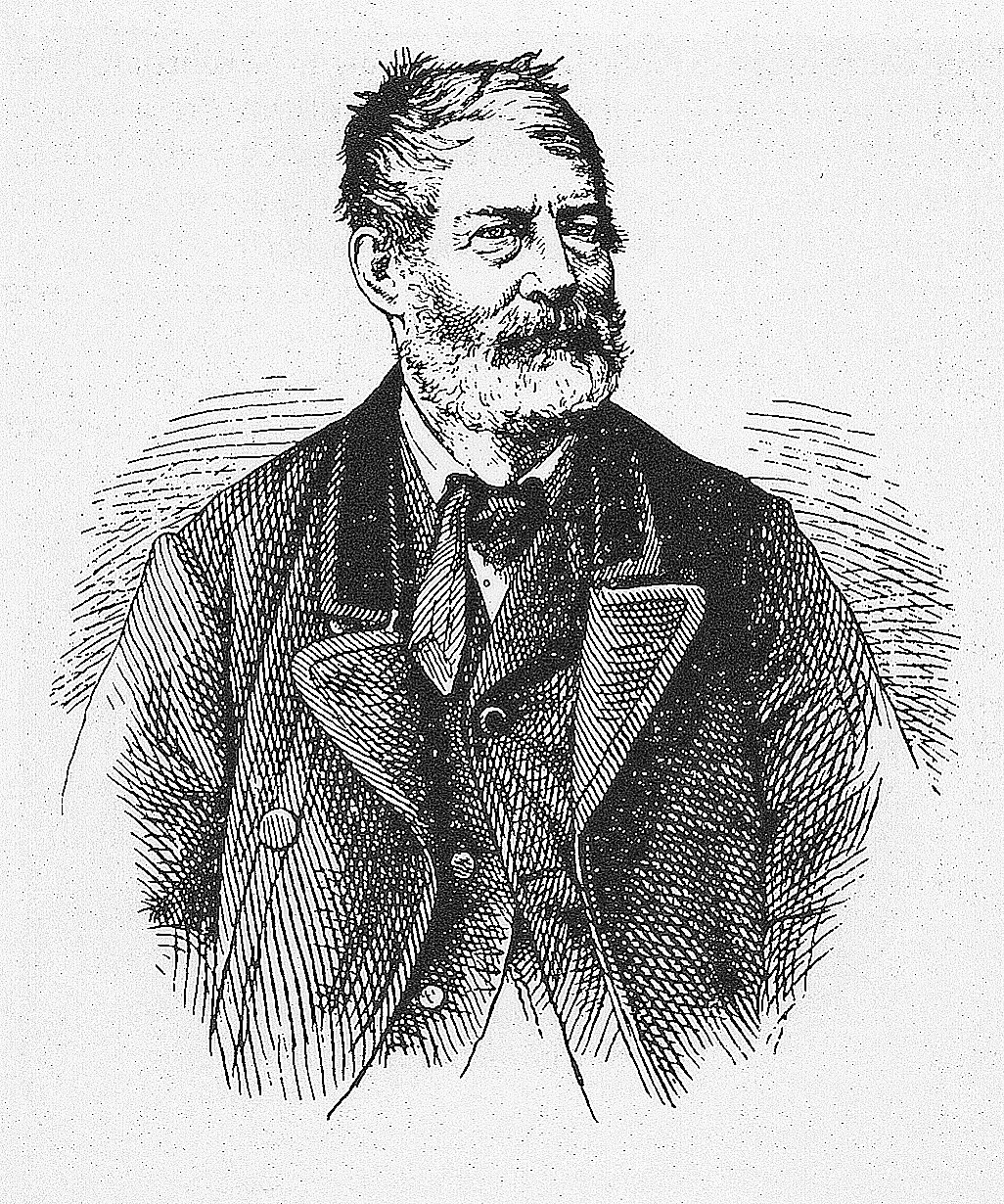
Porträt des Anton Wilhelm von Zuccalmaglio, genannt Wilhelm von Waldbrühl

Anton Wilhelm Florentin von Zuccalmaglio (* 12. April 1803 in Waldbröl; † 23. März 1869 in Nachrodt bei Altena) war ein deutscher Heimatschriftsteller und Volksliedforscher. Er nannte sich selbst Wilhelm von Waldbrühl.

## Leben

### Die Kinder- und Jugendzeit
Er war eines von sechs Kindern von Jakob Salentin von Zuccalmaglio und Clara Deycks; zudem ist er der Bruder von Vinzenz Jakob von Zuccalmaglio. Bereits in seinem ersten Lebensjahr zog die Familie wegen der Versetzung des Vaters aus dem Amt Windeck in das Amt Miselohe nach Opladen. Aber schon im darauf folgenden Jahr 1804 zog man erneut um nach Schlebusch, wo man eine dauerhafte Bleibe im sogenannten „Doktershof“ fand. Hier verlebte Wilhelm seine Kinder- und Jugendjahre und besuchte ein Gymnasium in Köln.

### Wilhelm von Waldbrühl
Im Jahr 1825 begann er zusammen mit seinem Bruder Vinzenz, der sich zum Zeichen seiner Herkunft aus dem Bergischen Land den Namen „Montanus“ („der Berger“) gegeben hatte, ein Studium der Rechtswissenschaften in Heidelberg. Hier begegnete er einem der größten Juristen seiner Zeit, Anton Friedrich Justus Thibaut, der seinen weiteren Lebensweg entscheidend beeinflusst haben muss. Thibaut unterhielt in der Freizeit einen Singverein, in dem er neben Kirchenmusik auch internationale Volkslieder singen und spielen ließ. Daran nahm auch Zuccalmaglio teil und wurde wegen seiner mythologischen Schwärmereien schon bald der „Große Wodan“ genannt. Um aber seine Herkunft deutlich zu machen, dass er wie sein Bruder Vinzenz ebenfalls aus dem Bergischen Land stammte, gab er sich selbst den Namen „Wilhelm von Waldbrühl“ nach seinem Geburtsort Waldbröl. Während seines Studiums wurde er 1826 Mitglied der Alten Heidelberger Burschenschaft.

### Überall und nirgends

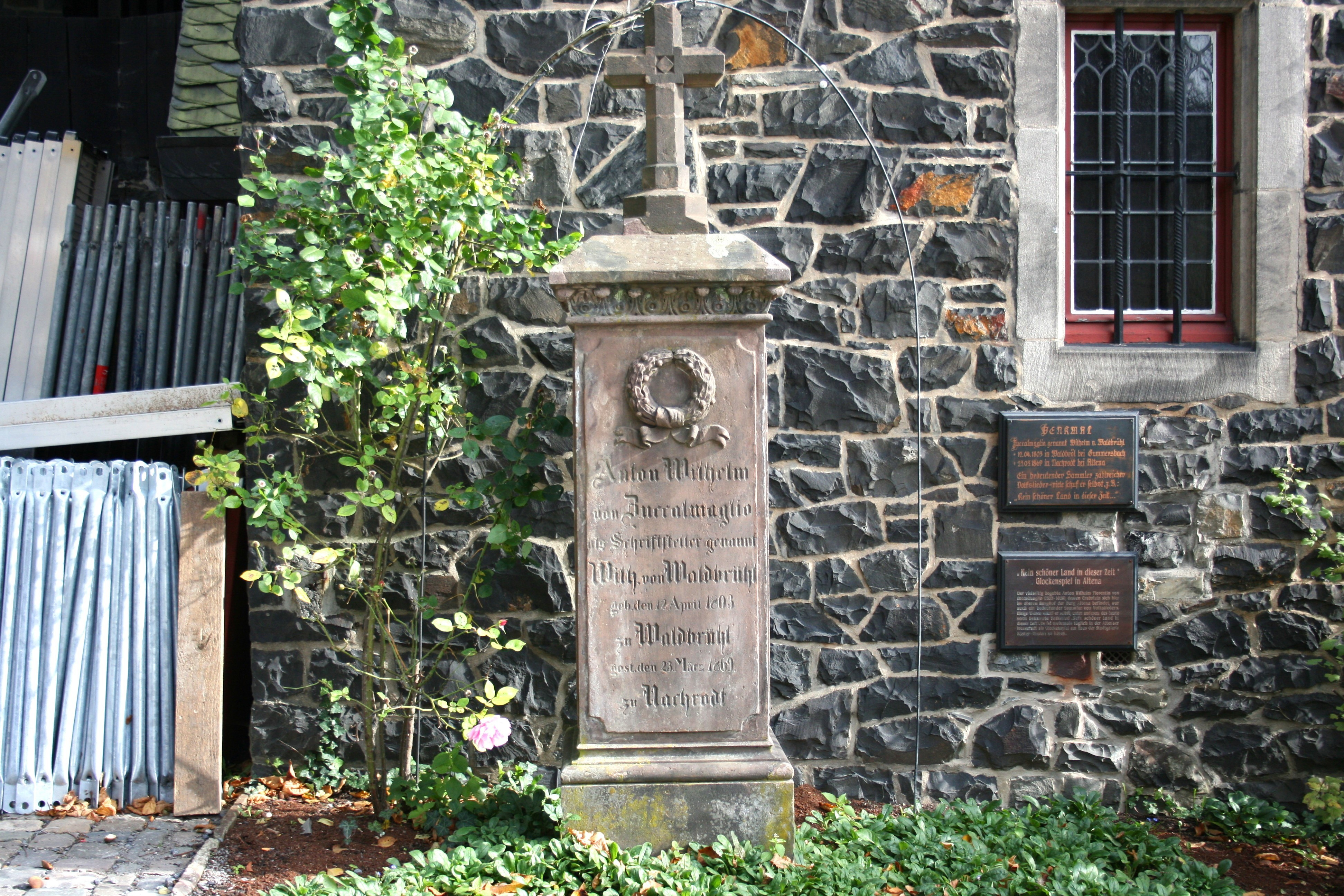
Grabstein Burg Altena

Mitten in die Vorbereitungen zu einer akademischen Laufbahn erhielt Zuccalmaglio 1832 den Auftrag, als Erzieher des einzigen Sohnes des späteren Gouverneurs von Polen, Fürst Gortschakow, nach Warschau zu gehen. Er unternahm große Reisen in Russland und kam, vom Zaren mit Doktor- und Professortiteln ausgezeichnet, 1839 wieder nach Schlebusch zurück. Als geschätzter Privatlehrer blieb er im Bergischen Land bis 1847 seiner pädagogischen Tätigkeit treu. Anschließend zog es ihn als Privatlehrer bis zu seinem Tod durch Süddeutschland, das Rheinland und nach Westfalen. Um 1855 bewohnte er das Haus Aders in Elberfeld und war als Erzieher des damaligen 13-jährigen Sohnes von Alfred Aders, Ewald Aders (1842–1920), tätig.
Von 1860 bis 1866 war Zuccalmaglio Privatlehrer der Familie von Löbbecke auf Haus Nachrodt. Später starb er dort im Alter von 65 Jahren während eines längeren Besuches. Sein Grabstein steht im oberen Hof der Burg Altena.

### Kein schöner Land in dieser Zeit
Zuccalmaglio hatte schon in jungen Jahren zusammen mit seinem Bruder Vinzenz mit der Sammlung von Volksliedern begonnen, die er in seiner Heimat, dem Bergischen Land, gehört hatte. In seiner Zeit als Privatlehrer in Warschau lernte er Andreas Kretzschmer kennen, der ebenfalls Volkslieder sammelte. Noch zu Lebzeiten Kretzschmers gaben beide 1838 den ersten Band Deutsche Volkslieder mit ihren Original-Weisen mit 317 Liedern heraus.
Zwei Jahre später – Kretzschmer war inzwischen verstorben – brachte Zuccalmaglio „als Fortsetzung des A. Kretzschmer’schen Werkes“ einen zweiten Band mit 382 Volksliedern heraus, die er selbst gesammelt habe. Auf den Seiten 494–495 veröffentlichte er unter der Nr. 274 die als „Abendlied“ überschriebene Weise Kein schöner Land in dieser Zeit.

### Kritik und Lob
Heftige Kritik hagelte es von Ludwig Erk. In diesem Werk könnten zahlreiche Lieder als „eingeschwärzte und nie vom Volke gesungene Melodien“ angesehen werden. Es handele sich vielfach um Text- und Melodienverfälschungen. Franz Magnus Böhme stimmte ein, es handele sich um ein Machwerk und nicht um Volksgut. Erst Walter Wiora setzte sich in seinem Buch Die rheinisch-bergischen Melodien bei Zuccalmaglio und Brahms nachhaltig für eine Rehabilitation Zuccalmaglios ein. Er zitiert dort Johannes Brahms, der die Kritik an Zuccalmaglio zurückgewiesen hatte und den romantischen Gehalt seiner Werke lobte: „Die Auswahl ist mit feinem poetischen Blick gemacht und gibt Vieles, was bisher unbekannt war… Hier weht frisches poetisches Leben.“

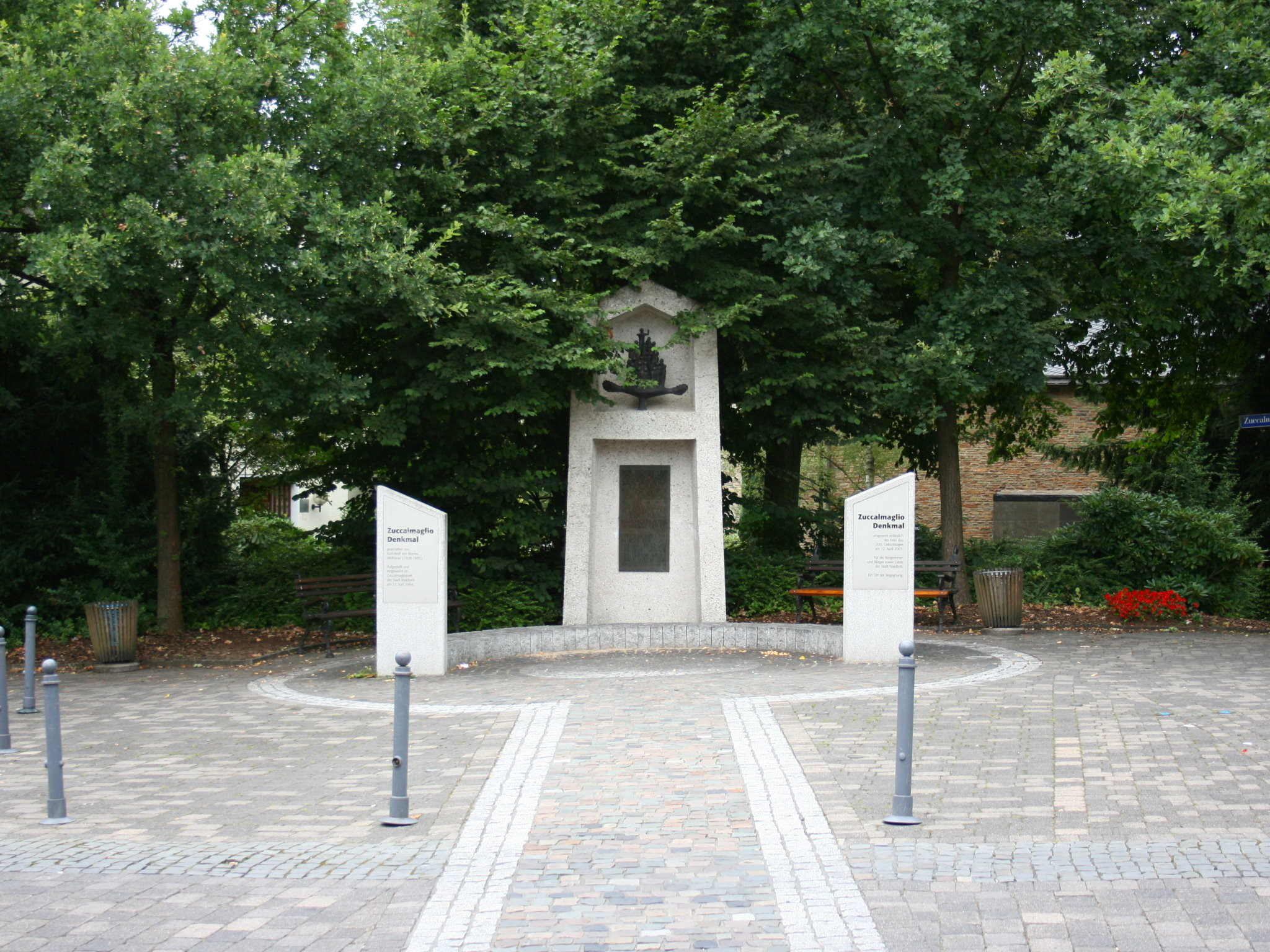
Zuccalmaglio-Denkmal in Waldbröl

## Ehrungen
2003 wurde in Waldbröl der Inselplatz in Zuccalmaglioplatz umbenannt, er befindet sich in unmittelbarer Nähe des Geburtshauses. Dort steht auch das Zuccalmaglio-Denkmal. Ebenso ist eine Straße nach ihm benannt. Der Chorverband NRW hat ihm zu Ehren ein Leistungssingen Zuccalmaglio-Festival benannt.

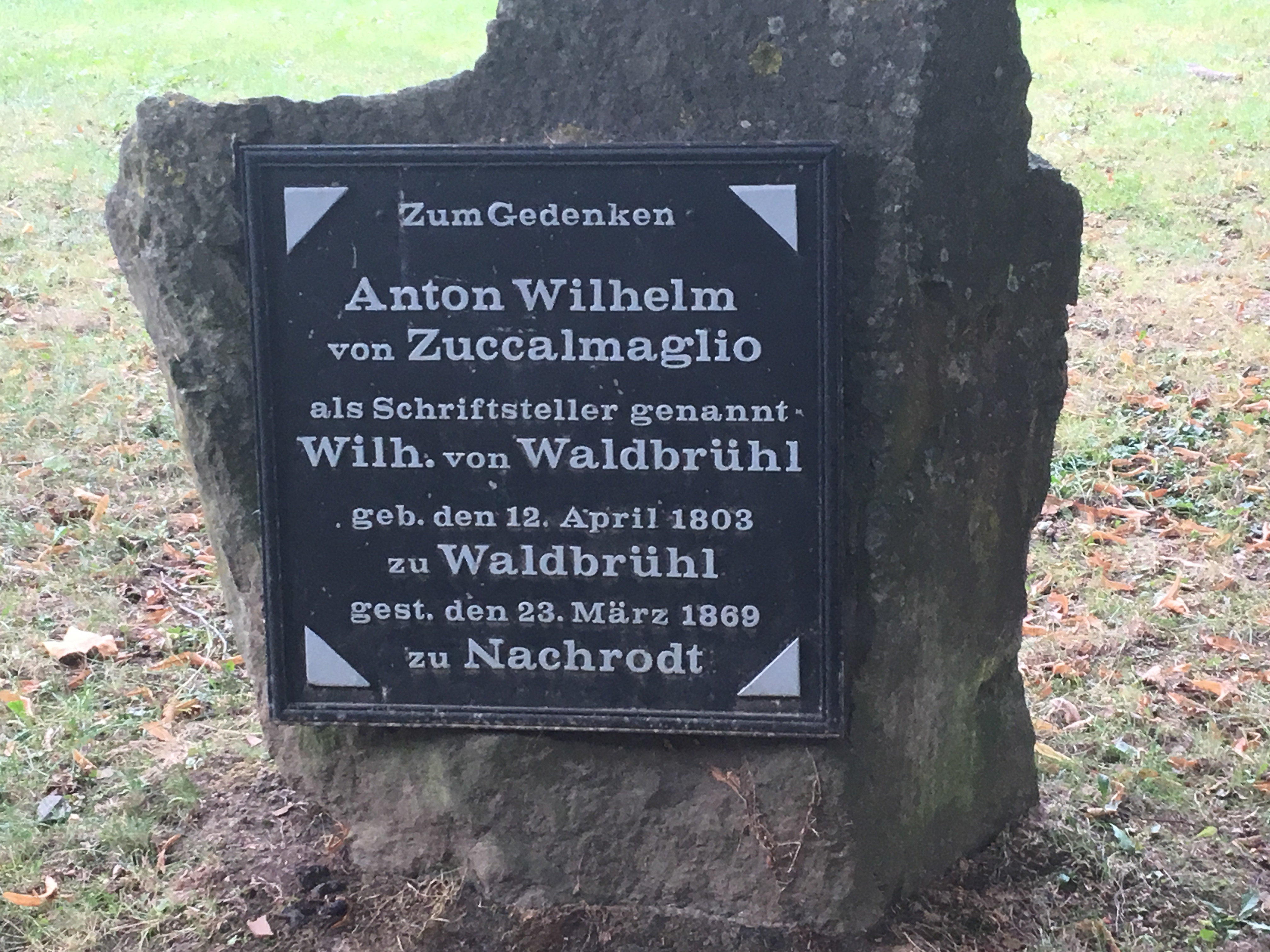
Ehrentafel in Nachrodt-Wiblingwerde

Eine Ehrentafel ist zudem im Ortsteil Nachrodt der Gemeinde Nachrodt-Wiblingwerde (gegenüber vom Haus Nachrodt, das der Gemeinde ihren Namen gab) aufgestellt.
Am Haus Köster-Emden in Altena befindet sich ein Glockenspiel das sein bekanntes Lied spielt.

## Schriften
- Deutsche Volkslieder mit ihren Original-Weisen. Unter Mitwirkung des Herrn Professor E. Baumstark und mehrerer anderer Freunde der Volks-Dichtung, als Fortsetzung des A. Kretzschmer’schen Werkes gesammelt und mit Anmerkungen versehen von Anton Wilhelm von Zuccalmaglio. Zweiter Theil. Vereins-Buchhandlung, Berlin 1840 (Digitalisat in der Google-Buchsuche).
- Düsseldorfer Xenien. Elberfeld 1846. (Digitalisat in der Google-Buchsuche)
- Die Wesen der Niederrheinischen Sagen. Elberfeld 1857 (Digitalisat in der Google-Buchsuche).
- Rhingscher Klaaf. Rheinfränkische Lieder und Leuschen, nebst einer Zugabe: Stöckelcher von Montanus. Opladen 1869 (Digitalisat in der Google-Buchsuche).
- Gedichte von Wilhelm von Waldbrühl. Opladen 1871.
- Naturforschung und Hexenglaube. Berlin o. J. (Digitalisat in der Google-Buchsuche).
- Kinder-Schaubühne. Illustriert von G. Süs. Mit Musikbeilagen von H. D’Alquen. Meinhold, Dresden 1864 (urn:nbn:de:hbz:061:2-1716).